# Dzsedek nyelv
A dzsedek nyelv egy újonnan felfedezett nyelv, melyet Malajziában, a Maláj-félsziget északi részén, Kelantan államban, azon belül sungai Rual környékén, Jeli város közelében beszélnek. A nyelv beszélőinek száma mintegy 280 főt tesz ki. A dzsedek nyelvet a Lundi Egyetem svéd nyelvészei, Joanne Yager és Niclas Burenhult fedezték fel, miközben a 2005 és 2011 között zajló Tongues of the Semang, azaz Szemang nyelvei elnevezésű nyelvészeti dokumentációs és gyűjtőmunkájukat végezték a területen. A kutatók eredetileg a dzsahai nyelvet tanulmányozták. A dzsedek népcsoport napjainkban is folytatja vadászó-gyűjtögető életmódot.
A dzsedek nyelv az ausztroázsiai nyelvcsalád aszli ágának tagja.